# Lijst van voetbalinterlands Antigua en Barbuda - Saint Kitts en Nevis (vrouwen)
Deze lijst van voetbalinterlands is een overzicht van alle officiële voetbalinterlands tussen de nationale vrouwenteams van Antigua en Barbuda en Saint Kitts en Nevis. De landen hebben tot nu toe vijf keer tegen elkaar gespeeld.

## Wedstrijden
| № | Plaats        | Datum            | Competitie                          | Wedstrijd                                 | Uitslag |
| - | ------------- | ---------------- | ----------------------------------- | ----------------------------------------- | ------- |
| 1 | Kingston      | 8 mei 2006       | CONCACAF Gold Cup 2006 kwalificatie | Saint Kitts en Nevis − Antigua en Barbuda | 3 − 2   |
| 2 | Port of Spain | 22 augustus 2014 | Caribbean Cup 2014                  | Saint Kitts en Nevis − Antigua en Barbuda | 2 − 1   |
| 3 | Saint George  | 16 mei 2018      | Vriendschappelijk                   | Antigua en Barbuda − Saint Kitts en Nevis | 0 − 4   |
| 4 | Couva         | 8 oktober 2019   | Olympische Spelen 2020 kwalificatie | Saint Kitts en Nevis − Antigua en Barbuda | 10 − 0  |
| 5 | The Valley    | 16 december 2024 | Vriendschappelijk                   | Antigua en Barbuda − Saint Kitts en Nevis | 5 − 0   |

## Samenvatting
| Competitie                     | Totaal gespeeld | Winst Antigua en Barbuda | Gelijk | Winst Saint Kitts en Nevis | Doelsaldo Antigua en Barbuda – Saint Kitts en Nevis |
| ------------------------------ | --------------- | ------------------------ | ------ | -------------------------- | --------------------------------------------------- |
| Olympische Spelen kwalificatie | 1               | 0                        | 0      | 1                          | 0 − 10                                              |
| CONCACAF Gold Cup kwalificatie | 1               | 0                        | 0      | 1                          | 2 − 3                                               |
| Caribbean Cup                  | 1               | 0                        | 0      | 1                          | 1 − 2                                               |
| Vriendschappelijk              | 2               | 1                        | 0      | 1                          | 5 − 4                                               |
| Totaal                         | 5               | 1                        | 0      | 4                          | 8 − 19                                              |